# Choszczno (gmina)
Choszczno est une gmina mixte du powiat de Choszczno, Poméranie occidentale, dans le nord-ouest de la Pologne. Son siège est la ville de Choszczno, qui se situe environ 62 km au sud-est de la capitale régionale Szczecin.
La gmina couvre une superficie de 246,53 km2 pour une population de 22 008 habitants en 2016.

## Géographie
Outre la ville de Choszczno, la gmina inclut les villages de Baczyn, Bonin, Brzostno, Chełpa, Czernice, Czyżewka, Gleźno, Golcza, Gostyczyn, Kleszczewo, Kołki, Koplin, Korytowo, Krzowiec, Łaszewo, Nowe Żeńsko, Oraczewice, Pakość, Piasecznik, Płoki, Przywodzie, Radaczewo, Radlice, Raduń, Roztocze, Rudniki, Rudnisko, Rzecko, Rzeczki, Skrzypiec, Sławęcin, Smoleń, Stary Klukom, Stawin, Stradzewo, Sulechówek, Sulino, Suliszewo, Sułowo, Szczepanka, Wardyń, Witoszyn, Wysokie, Zamęcin, Zwierzyn et Zwierzynek.
La gmina borde les gminy de Bierzwnik, Dolice, Drawno, Krzęcin, Pełczyce, Recz et Suchań.